# Noskowo (Sławno)
Noskowo (deutsch Notzkow) ist ein Dorf im Nordosten der polnischen Woiwodschaft Westpommern und gehört zur Landgemeinde Sławno (Schlawe) im Kreis Sławno.

## Geographische Lage
Das alte Guts- und Bauerndorf in Hinterpommern liegt zehn Kilometer nordöstlich von Sławno und 17 Kilometer südwestlich von Słupsk (Stolp) südlich der polnischen Landesstraße 6 (ehemalige deutsche Reichsstraße 2, heute auch Europastraße 28) Danzig – Stettin. Bahnstation ist Wrześnica (Freetz) an der Staatsbahnlinie 202 Danzig – Stargard (Pommern).
Nachbarorte von Noskowo sind: Wrześnica (Freetz) im Westen, Nosalin (Nitzlin) und Pałówko (Neu Paalow) im Norden, Sycewice (Zitzewitz) und Komorczyn (Kummerzin) im Osten sowie Bzowo (Besow) und Tychowo ((Wendisch) Tychow) im Süden.
Die Landschaft ist eben und liegt auf etwa 50 Metern über NN.

## Ortsname
Die Ortsbezeichnung ist wohl wendischen Ursprungs, aber unbekannter Bedeutung. Notzkow hatte vor 1945 den Beinamen „Schipp“ (= „Schiff“), der entweder darauf anspielte, dass in früherer Zeit hier viele Seeleute gelebt haben, oder aber auf das Vorhandensein von Mooren, die von großen Wasserflächen umgeben waren.

## Geschichte
Notzkow ist erstmals in einer Urkunde erwähnt, in der zwischen 1326 und 1365 die Herzöge Bogislaw V., Barnim VI. und Wartislaw V. der Stadt Schlawe ihre Gerechtsame und Freiheiten bestätigen. Unter den genannten Zeugen ist ein Stanislaus de Nossikow. Sein Siegel weist ihn als ein Mitglied der Familie von Pirch aus. Später kommt das Lehen an die von Natzmer. 1656 verkauft diese Familie einen Teil an die von Zitzewitz, einen anderen Teil 1729 an die von Kleist. Ab 1765 ist Friedrich Wilhelm von Zitzewitz Besitzer, im beginnenden 19. Jahrhundert dann die Familie von Schwirchow.

Gutshaus Notzkow
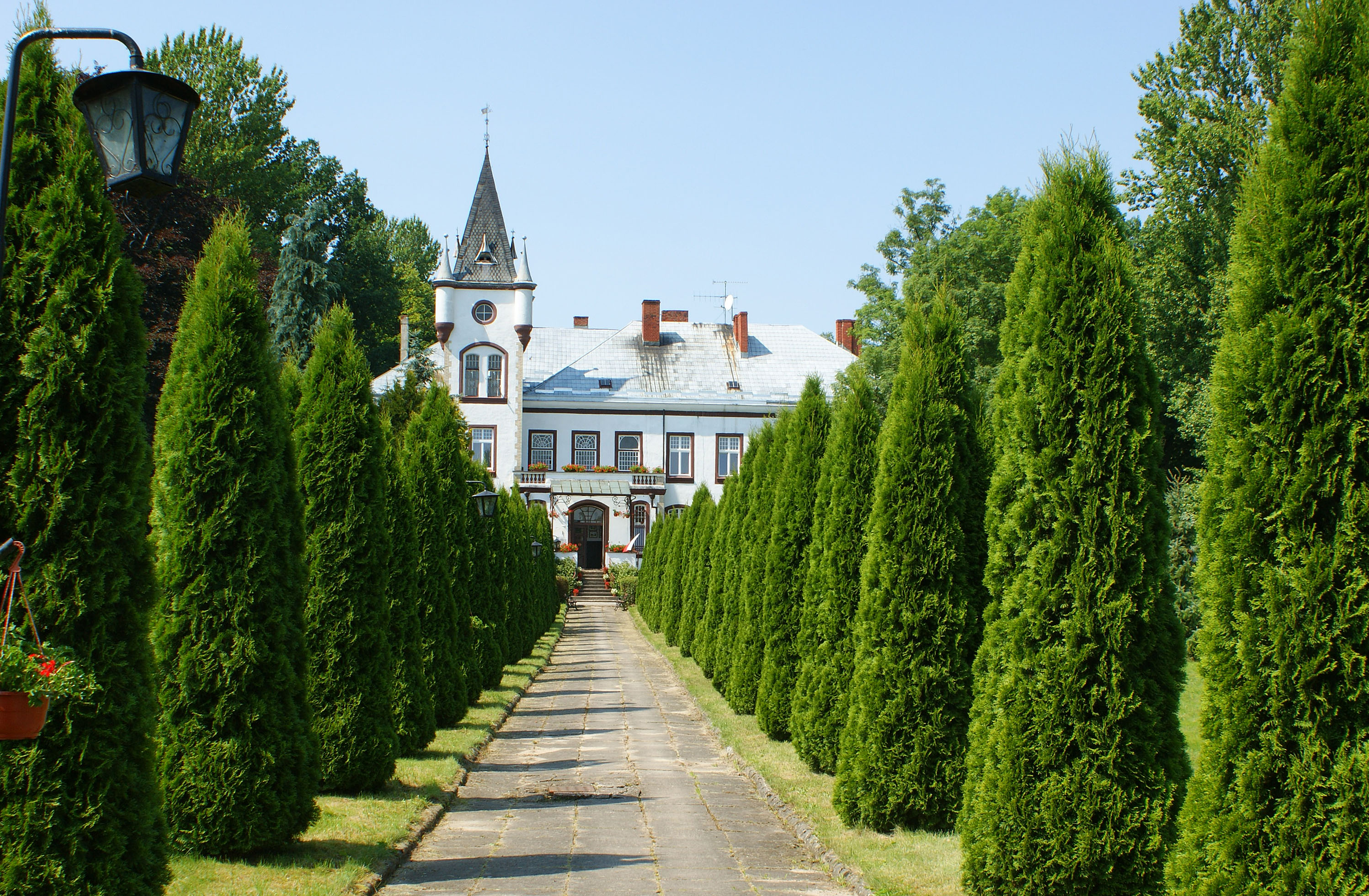
Eingangsallee
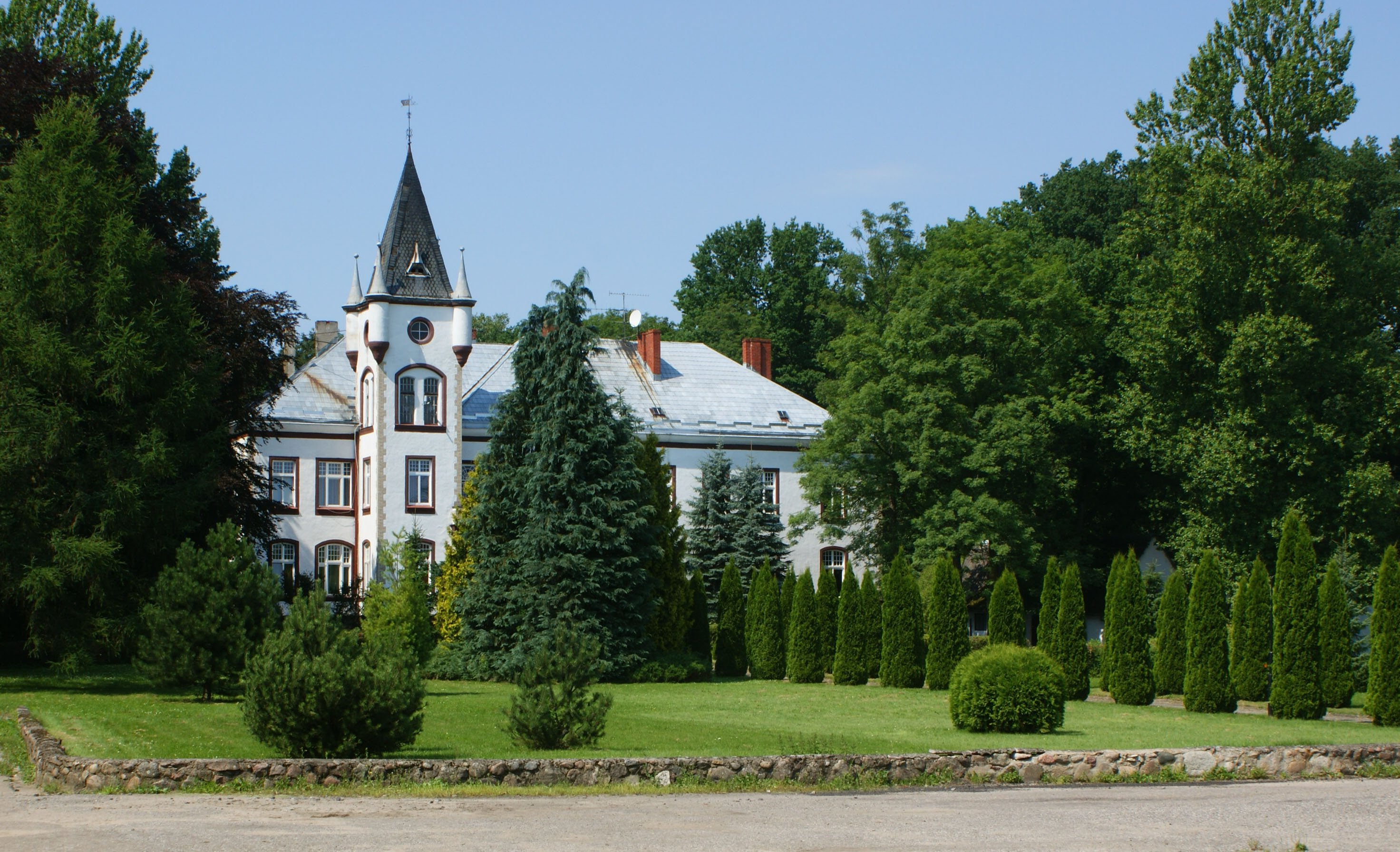
Seitliche Fassade

1834 kauft Friedrich Zutz das Gut. Seine Nachfahren veräußern es 1908 an Heinrich Graf von Zitzewitz weiter. Letzter Besitzer auf Notzkow war Peter Georg von Zitzewitz.
1818 lebten in Notzkow 234 Einwohner, ihre Zahl stieg bis 1895 auf 477 und betrug 1939 noch 430 (bei 95 Haushaltungen).
Am 7. März 1945 besetzte die Rote Armee auf ihrem Vormarsch nach Schlawe den Ort. Das Dorf wurde Militärkolchose und 1947 von der sowjetischen Besatzungsmacht unter polnische Verwaltung gestellt. Die deutsche Bevölkerung wurde anschließend größtenteils von zugewanderten Polen vertrieben. Notzkow ist als Noskowo heute ein Teil der Landgemeinde Sławno im Powiat Sławieński in der Woiwodschaft Westpommern (bis 1998 Woiwodschaft Stolp).

## Amt Notzkow
Vor 1945 bildete Notzkow mit der Gemeinde Freetz (Wrześnica) den Amtsbezirk Notzkow im Landkreis Schlawe i. Pom. im Regierungsbezirk Köslin der preußischen Provinz Pommern. Standesamtlich waren beide Gemeinden ebenfalls verbunden. Zuständiges Amtsgericht war das in Schlawe.

## Ortsgliederung bis 1945
Zur Gemeinde Notzkow gehörten vor 1945 zwei Wohnplätze:
1. Heinrichsthal (polnisch: Chocimierz), zum Gut Notzkow gehörendes „altes Vorwerk“, 2 Kilometer östlich des Dorfes
2. Paulinenhof (Chlebowo Wrześnickie), zum Gut gehörendes „neues Vorwerk“, 2,5 Kilometer nördlich des Dorfes jenseits der Reichsstraße 2 an der Bahnstrecke Berlin–Stettin–Danzig–Königsberg (Preußen), dort stand auch ein Bahnwärterhaus.

## Kirche
Die Notzkower Bevölkerung war vor 1945 fast ausnahmslos evangelischer Konfession. Der Ort bildete eine selbständige Kirchengemeinde, die Filialgemeinde im Kirchspiel (Wendisch) Tychow (Tychowo) war. Sie gehörte zum Kirchenkreis Schlawe in der Kirchenprovinz Pommern der Kirche der Altpreußischen Union. 1940 zählte die Kirchengemeinde Notzkow 650 Gemeindeglieder. Das Kirchenpatronat übte die Gutsbesitzerfamilie von Zitzwitz aus. Letzter deutscher Geistlicher war Pfarrer Friedrich Bendig.
Seit 1945 sind die Einwohner von Noskowo überwiegend römisch-katholisch. Das Dorf ist heute Teil der Kirchengemeinde Wrześnica (Freetz), die der Pfarrei Warszkowo (Alt Warschow) zugeordnet ist. Sie liegt im Dekanat Sławno im Bistum Köslin-Kolberg der Katholischen Kirche in Polen. Evangelische Kirchenglieder gehören zum Kirchspiel Słupsk (Stolp) in der Diözese Pommern-Großpolen der Evangelisch-Augsburgischen Kirche in Polen.

## Schule
Notzkow hatte vor 1945 ein einklassige Volksschule. Das Schulhaus wurde 1870 erbaut, bis dahin fand der Unterricht in der Wohnung des Lehrers statt.

### Lehrer
1. Daniel Pieper, bis 1745
2. Michael Pieper, 1745–1769
3. Christian Onnasch, 1769–1771
4. Georg Kleve, 1771–?
5. NN. Richter
6. Christian Neumann, 1823–1841
7. Wilhelm Neumann, 1841–?
8. Louis Liermann
9. Hermann Schledermann, 1898–1905
10. Wilhelm Vilbrandt, 1905–1945

## Söhne und Töchter des Ortes
- Heinrich von Zitzewitz (1925–1998), deutscher Maler, Grafiker, Autor und Bildhauer